# Serhij Šaptala
Serhij Oleksandrovyč Šaptala (ukrajinsky: Сергій Олександрович Шаптала; * 5. února 1973 Kosťantynivka, Čerkaská oblast, Ukrajinská SSR) je náčelník generálního štábu Ukrajiny (od 28. července 2021) a generálporučík.
V roce 2015 mu prezident Petro Porošenko udělil vyznamenání Hrdina Ukrajiny za velení 128. brigády během bojů o Debalceve.
V roce 2022, během ruské invaze na Ukrajinu, uvedl, že ukrajinská protivzdušná obrana sestřelila ruský Il-76, a sdílel videozáznam ukrajinského letounu Bayraktar TB2, který ruské cíle zasáhl.